# 알패오

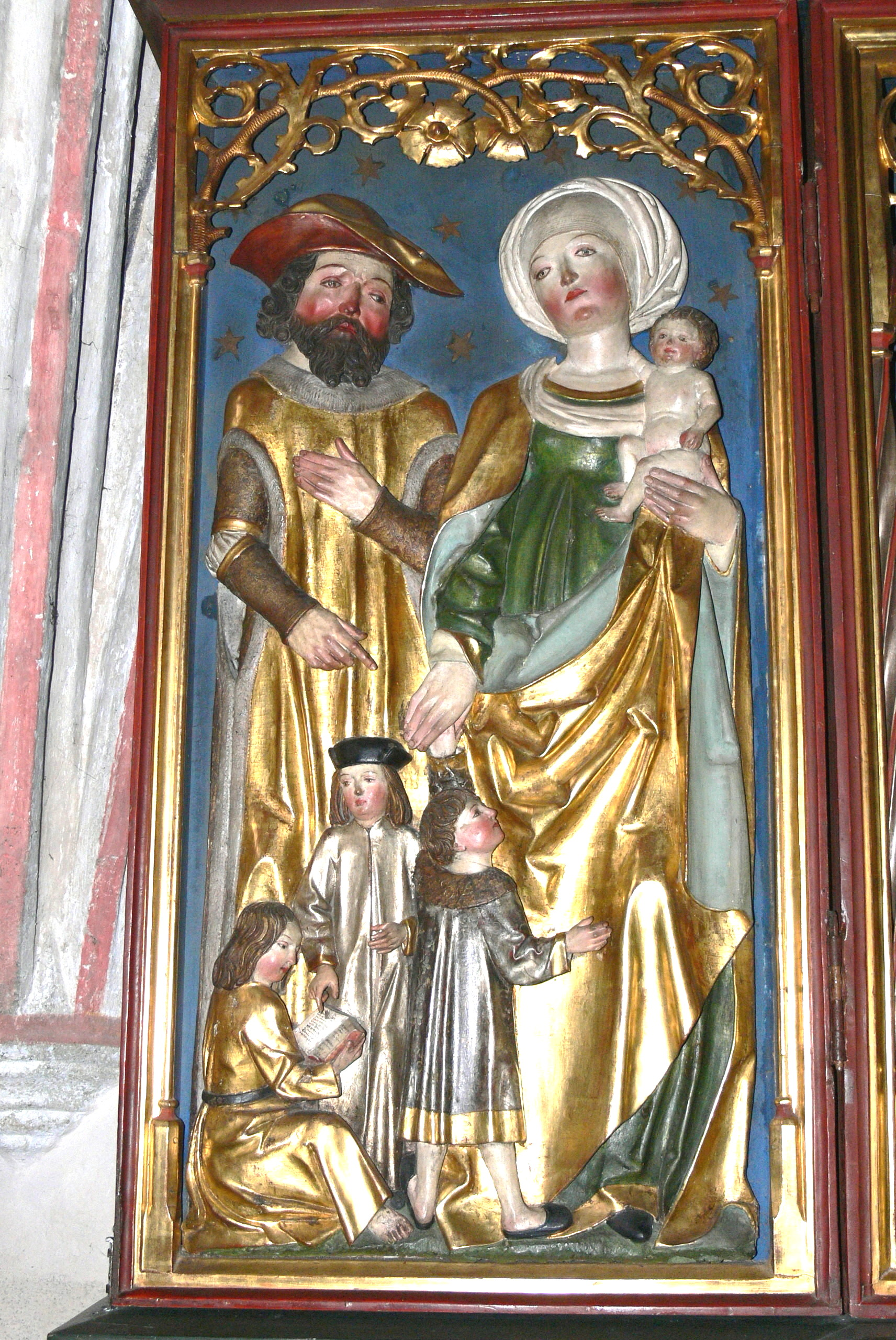

알패오/ælˈfiːəs/(헬라어: Ἀλφαῖος)는 신약성경의 한 사람으로, 12사도중 마태오와 야고보 (알패오의 아들)의 아버지이다. 또한 그는 요셉/요세의 아버지라는 암시가 존재하며, 교회의 전통에 의하면 아베르치오와 헬레나의 아버지라고 한다.
일반적으로 가톨릭 교회의 전승에 의하면, 알패오라는 이름을 가진 사내는 두 명이 존재한다. 그들중 하나는 사도 야고보의 아버지이고, 다른 하나는 레위 마태오의 아버지이다. 성경에서 마태오와 야고보가 둘 다 "알패오의 아들"로 기술되어있지만, 이 둘이 형제라는 표현이 기술되어있지 않다. 만일 이 둘을 형제로 본다면, 같은 이유에서 사도 요한, 야고보 (제베대오의 아들), 베드로, 사도 안드레아 역시 형제로 볼 수 있을 것이다. 그러나 이와 같은 가톨릭 전승에 반해, 동방 정교회의 전승에서는 마태오와 야고보가 형제였다고 전해져온다.
중세시대에 알패오는 글로바의 딸 마리아의 부인이라고 여겨졌었다. 근대에 와서부터 알패오는 글로바 본인으로 여겨지고 있는데, 마태복음에서 십자가 옆에 선 여자들로 마리아 (야고보의 어머니)가 막달라 마리아, 제베대오의 아내 살로메와 함께 서술되는 것과, 요한복음에서 글로바의 마리아가 세 번째로 서술되는 것을 병렬하여 해석한 결과이다. 중세 이후의 학자들과 번역가들은 종종 '글로바의 마리아'가 글로바의 딸이 아니라 글로바의 부인을 의미한다는 해석을 선택했다. 킹 제임스 성경에서는 마리아가 글레오파의 아내라고 서술된다.
속 사도인 히에라폴리스의 파피아스(서기 70-163)의 저작주님의 말씀 강해(Exposition of the Sayings of the Lord)의 현존하는 조각들은, "글레오파 또는 알패오의 부인인 마리아는 사도이자 감독인 야고보, 시몬, 타대오, 그리고 한 명의 요셉의 어머니였다"라며 글레오파와 알패오가 동일인물이라고 증언한다. 그러나 성공회 신학자 J.B. 라이트풋(Lightfoot)은 위의 구절이 적힌 조각이 위조된 것이라고 주장한다.
가톨릭 백과사전은 글로바와 알패오의 어원이 서로 다르지만, 같은 사람일 수 있다고 주장한다. 그러나 언어학적으로 봤을 때, 알패오, 글로바(Clopas), 글레오파(Cleophas)가 아람어 K나 Ḥilfài의 H를 헬라어 기식음으로 변환하려는 시도로 간주할 수 있다.